# Twinkling Watermelon
Twinkling Watermelon (hangul: 반짝이는 워터멜론) foi uma série de televisão sul-coreana dirigida por Son Jong-hyun e estrelada por Ryeoun, Choi Hyun-wook, Seol In-ah e Shin Eun-soo. Ela estreou na tvN em 25 de setembro de 2023 e foi ao ar todas as segundas e terças às 20h50 (KST). Também está disponível para streaming no Viu e Viki em regiões selecionadas.

## Sinopse
Twinkling Watermelon conta a história de Ha Eun-gyeol um garoto CODA com talento natural para a música, que viaja no tempo até 1995. Ele acaba se deparando com Ha Yi-chan (seu pai com 18 anos) e ao se aproximar dele acaba por se juntar a uma banda com ele junto com os amigos de seu pai que conhece lá. Ele descobre que o motivo da banda é porque seu pai quer conquistar a linda violoncelista Se-kyung, agora Eun-gyeol fará de tudo para unir seu pai com sua mãe Yoon Cheong-ah (uma jovem surda que tem uma grande paixão pela arte e pintura).

## Elenco

### Principal
- Ryeoun como Ha Eun-gyeol
  - Jung Hyeon-jun como Eun-gyeol criança[5]

A única pessoa ouvinte em uma família de surdos. Eun-gyeol é um aluno modelo perfeito durante o dia, mas à noite leva uma vida dupla como guitarrista de uma banda. Depois de uma discussão com seu pai, onde seu pai descobriu seu interesse musical, ele volta para 1995 e conhece seus pais quando eles eram mais jovens. Ele se esforça para saber mais sobre a juventude de seus pais e fazer com que a vida de seus pais brilhe mais
- Choi Hyun-wook como Ha Yi-chan
  - Choi Won-young como Yi-chan, 46 anos

Um homem de sangue quente que parece ter saltado de um desenho animado alegre. Ele mora com sua avó, que era dona de uma casa de hospedagem chamada Snail House. No presente, ele é o pai de Eun-gyeol e Eun-ho, que não consegue mais falar nem ouvir. Ele valoriza as conquistas de Eun-gyeol, que é um aluno exemplar na escola.
- Seol In-ah como Choi Se-kyung[6]
  - Lee So-yeon como Choi Se-kyung de 46 anos[7]

A deusa do violoncelo da Seowon Arts High School. Se-kyung era uma pessoa considerada a musa de todos com sua beleza inocente e aura elegante que lembra uma cena de filme. Muitos meninos da escola dela ou de outras escolas a idolatravam. Ela é filha do dono da Viva Music que existiu durante a infância de Eun-gyeol. No presente, ela herda a premissa do Viva Music anterior e guarda o violão feito à mão do pai, que deu para Eun-gyeol.
- Seol In-ah como On Eun-yoo

Filha de Choi Se-kyung que se parece exatamente com ela durante sua juventude. Ela é maquiada pela mãe para ser violoncelista e seguir seus passos. Ela vive com uma família desarmônica até os 18 anos, quando seus pais se divorciaram. Chateado com o controle constante da mãe sobre ela e seu hábito de beber; e também depois de descobrir que seu pai se casa novamente com alguém, ela viaja no tempo para 1995 para encontrar o primeiro amor de sua mãe e encerrar sua existência.
- Shin Eun-soo como Yoon Cheong-ah[8]
  - Seo Young-hee como Yoon Cheong-ah, 46 anos

Uma pessoa fria e isolada, que já nasce surda. Ela sonha com uma vida brilhante como Frida Kahlo . Ela era muito indiferente com os outros, exceto com Choi Se-kyung, que era muito mais amigável com ela. Agora ela é mãe de Eun-gyeol e Eun-ho e é dona de um restaurante de frango. Ao contrário de sua personalidade adolescente, ela se tornou uma esposa e mãe inteligente e amorosa, apesar de sua deficiência.

### Apoio
- Ahn Do-gyu como Oh Ma-ju[9]
  - Kim Hyeong-beom como Oh Ma-ju (2023)

Gerente de banda e amigo de infância de Lee Chan. Ele é altamente experiente e engenhoso. Em 2023, ele é dono da MJ Entertainment, que administra o famoso rockstar Yoon Dong-jin.
- Yoon Jae-chan como Kang Hyeon-yul[9]

Um baixista genial. Ele era um ex-membro da Jindo Dog Gang.
- Lee Ha-min como Lee Si-guk[9]

Um baterista da banda da igreja.
- Lee Su-chan como Noh Se-beom[9]

Um tecladista talentoso que se formou em piano clássico e estudou no exterior desde cedo.

#### A família de Eun Gyeol
- Choi Won-young como pai de Eun-gyeol[10][11]
- Seo Young-hee como mãe de Eun-gyeol[11]
- Bong Jae-hyun como Eun-ho[11]

O irmão mais velho de Eun-gyeol que nasceu surdo. Ele sonha em se tornar um atleta nacional de taekwondo paraolímpico. Devido à sua bela aparência, ele é muito popular no SNS, no qual é altamente viciado desde a infância.

#### Pensão Caracol
- Go Doo-shim como Go Yang-hee[12]

Avó de Yi-chan e dona da pensão Snail house.
- Lee Seok-hyung como Jung Bal-san[13]

Um estudante universitário que mora na pensão administrada pela avó de Yi-chan.

#### Relacionados com Eun Gyeol
- Chun Ho-jin como vovô Viva[11]

Dono da loja de instrumentos musicais Viva Music, que é professor e mentor de Eun-gyeol.
- Jung Sang-hoon como mestre[11]

Mestre da suspeita loja de instrumentos musicais Lavida Music. Ele é o responsável por mandar Eun Gyeol e Eun-yoo para o ano de 1995
- Park Ho-san como Choi Hyeon[14]

Proprietário da loja de instrumentos usados Baekya Music e pai biológico de Se-kyung ,foi vocalista de uma famosa banda de rock nos anos 80
- Woo Je-yeon como On Ji-hwan[14]

Estudante do segundo ano da Escola de Medicina da Universidade Myeongsae, vocalista e guitarrista da banda 'Golden Mess'.

#### Família de Cheong-ah
- Kim Tae-woo como Yoon Geon-hyung[15]

Pai de Cheong-ah, presidente da Jinsung Instrumentos
- Kim Joo-ryoung como Lim Ji-mi[16]

Madrasta de Cheong-ah, presidente da Seowon Arts High School Foundation.
- Kwon Do-hyung como Yoon Joo-yeop[15]

Filho biológico de Lim Ji-mi e meio-irmão de Cheong-ah.
- Lee Soo-min como Yoon Sang-ah[15]

Filha biológica de Lim Ji-mi e meia-irmã de Cheong-ah, que é estudante de arte na Seowon Arts High School.

#### Outros
- Koo Jun-hoe como Goo Jun-hyung[17]

Vocalista principal da banda Spine 9. Ele vê e ouve o talento musical de Eun-gyeol e tenta recrutá-lo para sua banda.
- Yeon Oh como Jeong Ji-oh[18]

Baixista da banda Spine 9.
- Han Min como Bae Soo-tak[17]

Baterista da banda Spine 9.
- Kim Jun-hyung como Yoon Dong-jin[17]
  - Yoon Do-hyun como Yoon Dong-jin (2023) [19]

Lendário guitarrista da Chuncheon National University.

### Aparência especial
- Kim Hae-jun como Choi Jun, DJ de um restaurante tteokbokki.[20]

Em 5 de setembro de 2023, a produtora Pan Entertainment anunciou que assinou um contrato de produção e fornecimento com o Studio Dragon para Twinkling Watermelon no valor de 15,6 bilhões de wones.

## Audiência
| Ep. | Data de transmissão original | Parcela média de audiência <br> (Nielsen Coreia) | Parcela média de audiência <br> (Nielsen Coreia) |
| Ep. | Data de transmissão original | Em todo o país                                   | Seul                                             |
| --- | ---------------------------- | ------------------------------------------------ | ------------------------------------------------ |
| 1 | 25 de setembro de 2023       | 3,144% (2nd)                                     | 3,503% (2nd)                                     |
| 2 | 26 de setembro de 2023       | 3,311% (1st)                                     | 3,387% (2nd)                                     |
| 3 | 2 de outubro de 2023         | 3,441% (1st)                                     | 3,726% (1st)                                     |
| 4 | 3 de outubro de 2023         | 4.688% (1st)                                     | 4.805% (1st)                                     |
| 5 | 9 de outubro de 2023         | 3,689% (1st)                                     | 4,393% (1st)                                     |
| 6 | 10 de outubro de 2023        | 3,580% (1st)                                     | 4,106% (1st)                                     |
| 7 | 16 de outubro de 2023        | 3,551% (1st)                                     | 4,042% (1st)                                     |
| 8 | 17 de outubro de 2023        | 3.089% (1st)                                     | 2.922% (2nd)                                     |
| 9 | 23 de outubro de 2023        | 3,718% (1st)                                     | 4,380% (1st)                                     |
| 10 | 24 de outubro de 2023        | 3,512% (1st)                                     | 3,738% (1st)                                     |
| 11 | 30 de outubro de 2023        | 3,264% (1st)                                     | 3.569% (1st)                                     |
| 12 | 31 de outubro de 2023        | 3,790% (1st)                                     | 4,236% (1st)                                     |
| 13 | 6 de novembro de 2023        | 3,689% (1st)                                     | 4,179% (1st)                                     |
| 14 | 7 de novembro de 2023        | 3,593% (1st)                                     | 4,050% (1st)                                     |
| 15 | 13 de novembro de 2023       | 3.494% (1st)                                     | 3.802% (1st)                                     |
| 16 | 14 de novembro de 2023       | 4.460% (1st)                                     | 4.458% (1st)                                     |
| Média | Média                        | 3.626%                                           | 3.957%                                           |
| - Na tabela acima, os números azuis representam as classificações mais baixas e os números vermelhos representam as classificações mais altas. - Esta série vai ao ar em um canal a cabo/TV paga que normalmente tem uma audiência relativamente menor em comparação com a TV aberta/emissoras públicas ( KBS, SBS, MBC e EBS ). |                              |                                                  |                                                  |